# Castillo de Wildenstein

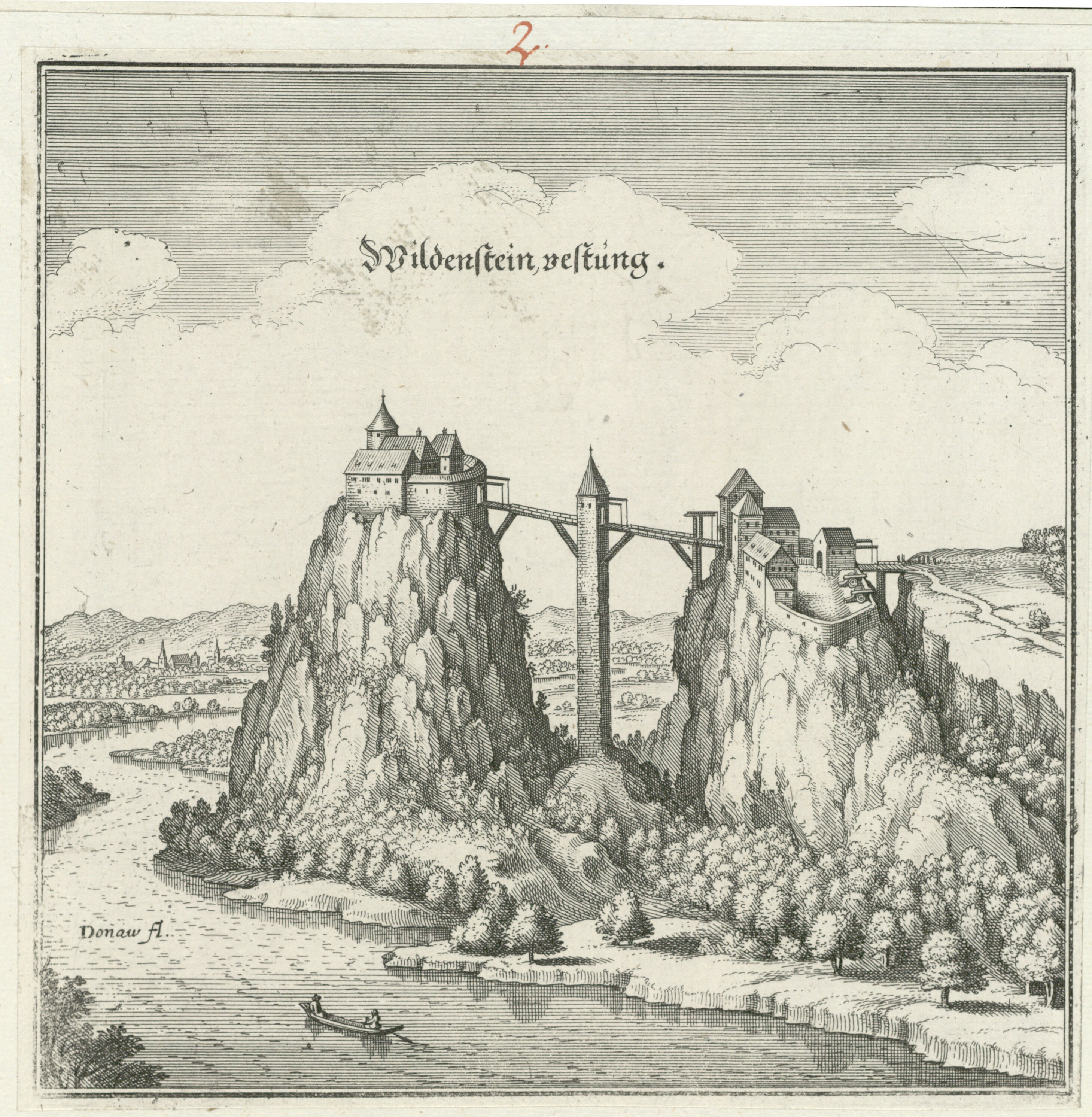
Grabado al cobre del castillo de Wildenstein en 1643

El castillo de Wildenstein es uno de los castillos mejor conservados y más famosos de Alemania. Está situado sobre una roca empinada por encima del Danubio, visible desde lejos, a pocos kilómetros río abajo de Beuron, Baden-Wurtemberg, en el terreno municipal de Leibertingen en el distrito de Sigmaringa. Probablemente las incursiones de los hunos en el siglo XI motivaron la construcción del castillo, porque el lugar donde está situado con declive escarpado hacia el norte, oeste y este con una diferencia de altura de unos 211 m es ideal para la defensa contra ataques. Sólo era posible llegar al castillo a través de dos puentes levadizos desde el sur donde era fortificado con una albacara y un foso profundo. En 1452 un fuego destrozó partes del castillo. Gottfried Werner von Zimmern lo hizo reconstruir y remodelar. Encantado de la saga de Sigenot hizo pintar 32 frescos con representaciones de esta saga. Las pinturas no están accesibles para el público. En el castillo se encuentra actualmente un albergue juvenil.